# Daniel Nevers
Daniel Nevers (eigentlich Daniel Lucien Guérin; * 19. Juli 1946 in Paris; † 9. März 2022 in Limeil-Brévannes, Département Val-de-Marne) war ein französischer Musikproduzent, Autor und Musikhistoriker, spezialisiert auf frühe Jazzmusik und Chanson.

## Leben und Wirken
Daniel Lucien Guérin wurde am 19. Juli 1946 im 17. Pariser Stadtbezirk als Sohn eines Eisenbahners geboren. Sein Vater sammelte amerikanische Jazz-Schallplatten aus der Frühzeit des Musikstils und verfügte über eine enorme Plattensammlung.
Daniel Guérin erwarb den Doktor der Philosophie als Absolvent des Institut des hautes études cinématographiques (Idhec). Um nicht mit dem gleichnamigen Historiker und Theoretiker des Anarchismus Daniel Guérin (1904–1988) verwechselt zu werden, veröffentlichte er seine Arbeiten unter dem Pseudonym Daniel Nevers.
Im Laufe seiner Karriere war er Autor zahlreicher Artikel in Jazzzeitschriften wie Jazz Hot. Von 1975 bis 1995 war Nevers auch als Produzent für France Musique und künstlerischer Leiter mehrerer Labels tätig, von RCA Records bis Pathé-Marconi. In dieser Zeit produzierte er Kompilationen wie Black Bands in Paris 1929–1930 und Premiers Jazz-Bands Paris 1919–1923, sowie Alben des Art Ensemble of Chicago (1969–1970), von Philippe Brun, Cab Calloway, Floyd Casey, Johnny Hodges, Jimmie Lunceford, Django Reinhardt, Zoot Sims (In Paris 1956), Martial Solal und Cyrus St. Clair. Danach arbeitete er mit mehreren unabhängigen Plattenlabels zusammen, insbesondere bei Werkausgaben der Musik  von Charles Trénet und Louis Armstrong für Frémeaux & Associés vorzulegen. Daneben schrieb er die Liner Notes für die Kompilation Pionniers du Jazz Français 1906-1931 sowie für Alben von Nat King Cole, Duke Ellington, Erroll Garner und Phil Woods/Slide Hampton bei Dreyfus Jazz.
Nevers starb am 9. März 2022 im Alter von 75 Jahren in Limeil-Brévannes bei Paris.

## Publikationen (Auswahl)
- Earl Hines: Portrait d’un Piano Bien Tempéré, Jazz Hot, No. 307, 1974
- Jean-Pierre Daubresse & Daniel Nevers: Le chanson à papa. In: Jazz hot. No. 314, März 1975
- Olivier Brard & Daniel Nevers: Le Jazz en France: Jazz and Hot Dance Music Discography. France Musique Archive Documents, 1991.